# Nadija (obwód ługański)
Nadija (ukr. Надія) – wieś na Ukrainie, w obwodzie ługańskim, w rejonie swatowskim. W 2001 liczyła 25 mieszkańców, spośród których 24 posługiwało się językiem ukraińskim, a 1 rosyjskim.